# Kanton Volmunster
Volmunster is een voormalig kanton van het Franse departement Moselle. Het kanton maakte deel uit van het arrondissement Sarreguemines.
Begin 2015 werd het kanton opgeheven en de gemeenten werden in het kanton Bitche opgenomen.

## Gemeenten
Het kanton Volmunster omvatte de volgende gemeenten:
- Bousseviller
- Breidenbach
- Epping
- Erching
- Hottviller
- Lengelsheim
- Loutzviller
- Nousseviller-lès-Bitche
- Obergailbach
- Ormersviller
- Rimling
- Rolbing
- Schweyen
- Volmunster (hoofdplaats)
- Waldhouse
- Walschbronn